# Kamienica Zieleniewskich w Krakowie
Kamienica Zieleniewskich – zabytkowa kamienica, zlokalizowana na rogu ulic: św. Krzyża i św. Marka na krakowskim Starym Mieście.

## Historia
Najstarsza zabudowa działki powstała około 1300. W średniowieczu i czasach nowożytnych mieściła się na niej mieszczańska słodownia. Około 1748 zakład zakupił archiprezbiter Kościoła Mariackiego, będący właścicielem słodowni na sąsiedniej działce przy ulicy św. Marka. W 1851 budynek przebudowano na potrzeby Fabryki Narzędzi Gospodarczo-Rolniczych i Machin Przemysłowych Ludwika Zieleniewskiego, wzniesiono też skrzydło od strony ulicy św. Krzyża, mieszczące kuźnię. W 1886 fabryka została doszczętnie strawiona przez pożar, po czym zdecydowano o przeniesieniu produkcji na ulicę Krowoderską, zaś na jej miejscu postanowiono wznieść kamienicę czynszową.
Kamienica Zieleniewskich została wybudowana w 1889. Nazwisko jej projektanta pozostaje nieznane.
17 kwietnia 2003 budynek został wpisany do rejestru zabytków. Znajduje się także w gminnej ewidencji zabytków.

## Architektura

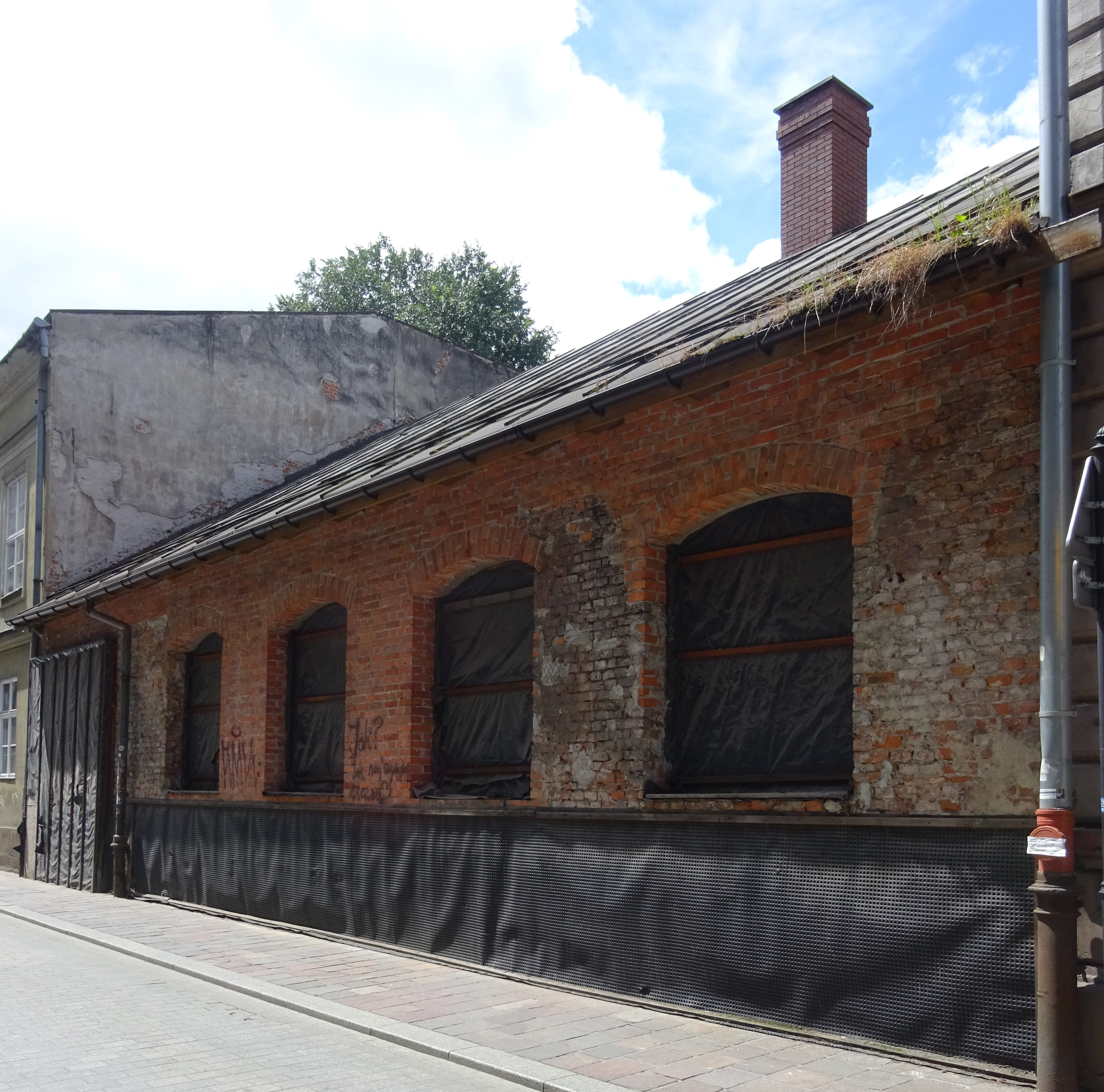
Zachowana oficyna pofabryczna, mieszcząca dawniej kuźnię

Kamienica ma trzy kondygnacje. Elewacje frontowe utrzymane są w stylu eklektycznym. Każda z nich posiada siedem osi. Parter oddzielony jest od pierwszego piętra gzymsem. Elewacja pięter wykonana została z czerwonej cegły, kontrastującej z kamiennymi detalami. Budynek wieńczy gzyms koronujący.
Od południa, wzdłuż pierzei ulicy św. Krzyża do budynku przylega oficyna boczna, mieszcząca dawniej kuźnię zakładu Zieleniewskich. Jest to jedyny zachowany element dawnej zabudowy fabrycznej.